# Прыжок (роман)
«Прыжо́к»  — роман российского писателя-фантаста Сергея Лукьяненко, третий (и финальный) в космическом эпосе «Соглашение». (Первым романом цикла стал роман «Порог»; вторым — «Предел».) В романе автор продолжает изображать возможное будущее человечества, рассуждать на тему природы разума человека, бессмысленного насилия и агрессии.

## Сюжет
По словам фантаста, в «Прыжке» он анализирует понятия войны и мира.
«Это такая финальная история про маленький космический корабль, который оказывается ввязан в большие события с множеством игроков, инопланетных цивилизаций и так далее. Эта история по сути о войне. Когда я сел несколько лет назад писать эту историю, я захотел поговорить о том, что такое война, что такое мир, что такое агрессия. Мне было очень любопытно это делать, наверное, чувствовалось, что что-то такое в воздухе висит», — добавил писатель.

## Публикации
Дата выхода: март 2023.

## Критика
Идея взбунтовавшихся искинов, решающих переписать историю человечества, не нова. Ранее аналогичный сюжетный ход уже встречался в тетралогии Дэна Симмонса «Песни Гипериона», там искины сыграли похожую роль в судьбе человеческой цивилизации и аналогичным образом решили обосноваться не в реальной вселенной, а за её пределами в «кротовых норах» пространственных порталов.
- Космический эпос можно назвать лучшим за последние годы фантастическим произведением крупной формы от автора «Ночного дозора». Он создан в традициях культовых романов Лукьяненко о взаимоотношении космоса и человечества – типа «Спектра», «Звезды – холодные игрушки», цикла «Геном», с невероятно закрученным многоуровневым сюжетом и гуманистической философией[4].